# Guerra dei cent'anni (1429-1453)

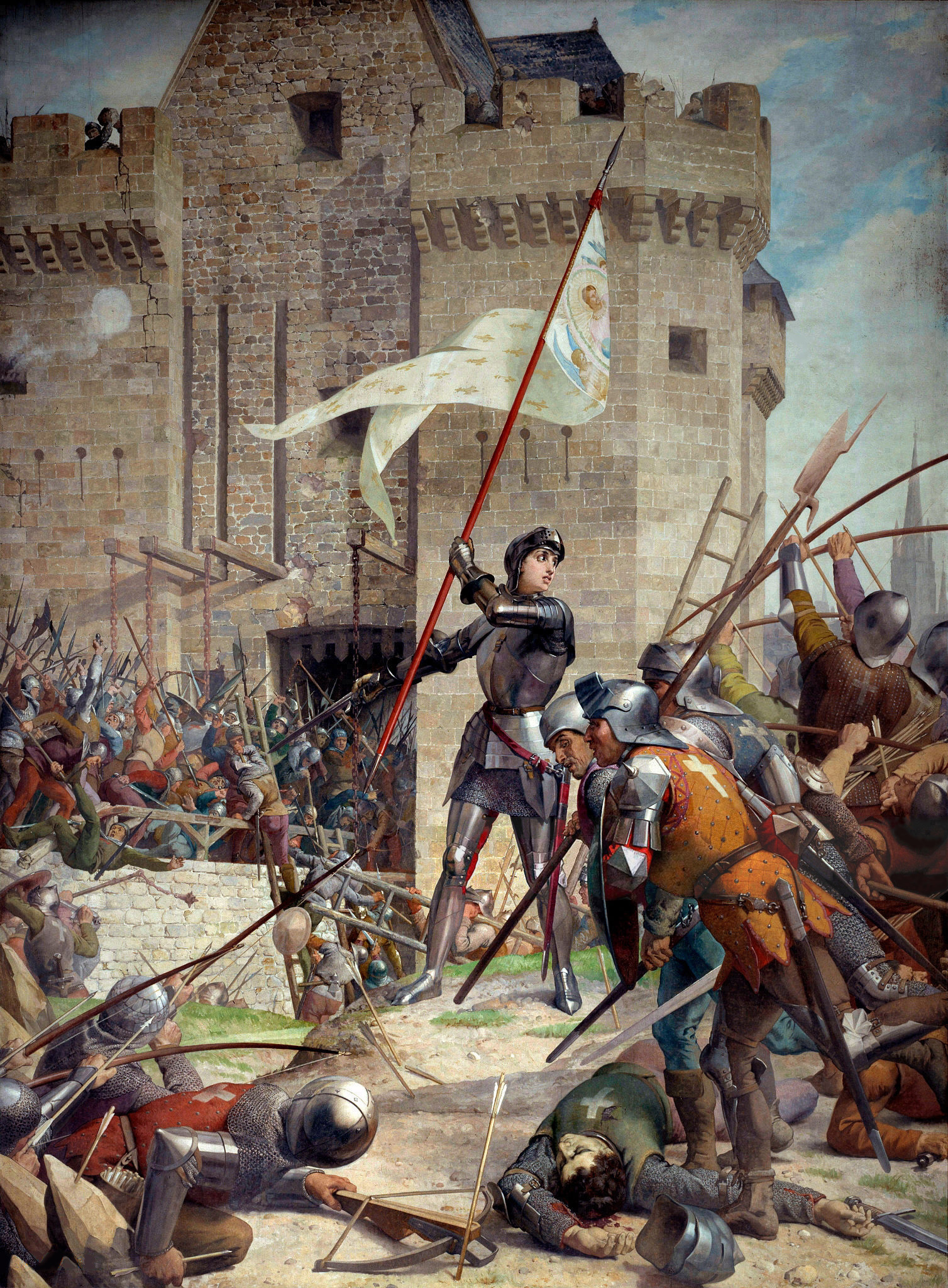
Giovanna d'Arco a Orléans

La quarta e ultima fase della Guerra dei cent'anni fu combattuta dal 1429 al 1453 e i suoi estremi temporali sono l'intervento di Giovanna d'Arco e la caduta di Bordeaux. In questo periodo, dopo la parabola della Pulzella d'Orléans, si susseguirono periodi di trattativa a periodi di ostilità e l'alleanza anglo-borgognona si ruppe con la pace di Arras. L'esito finale fu la vittoria francese, ma la pace fu ratificata solo nel 1475 col trattato di Picquigny.

## Giovanna d'Arco

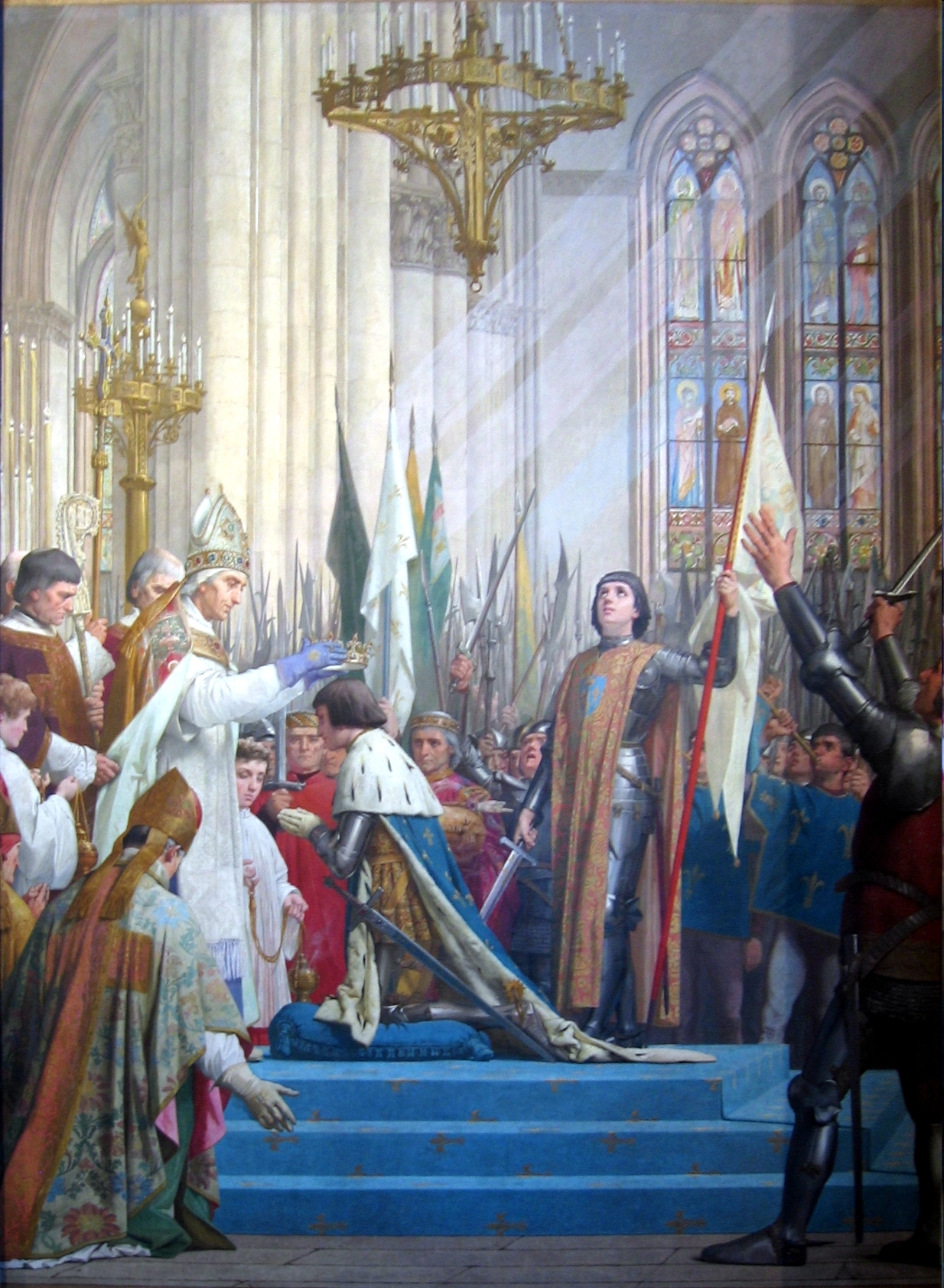
Consacrazione di Carlo VII

Si diceva nel regno che una fanciulla inviata da Dio avesse riconosciuto miracolosamente il Re immerso nella folla a Chinon. Abile calcolatore, il delfino (il futuro Carlo VII) accettò di inviare Giovanna d'Arco a Orléans, che ella si era offerta di liberare per dimostrare la propria buona fede, con un convoglio di vettovagliamento. In caso di vittoria, egli sarebbe stato legittimato nella propria rivendicazione del trono di Francia (che era già stato preteso da Enrico VI in virtù del trattato di Troyes), mentre in caso di sconfitta nessuno si sarebbe ricordato di quella contadinella e la sua causa sarebbe stata persa per sempre.
L'assedio di Orléans fu una battaglia di importanza capitale per la storia d'Europa. Il 29 aprile 1429 Giovanna entrò in città; il 4 maggio fu conquistata una delle fortezze campali inglesi costruite per l'assedio (bastiglie); i giorni successivi ne caddero altre due; il 7 maggio fu riconquistata la fortezza delle Tourelles, all'estremità del ponte sulla Loira; l'8 maggio gli inglesi si schierarono a battaglia, ma Giovanna si rifiutò di combattere, sia perché era vietato combattere di domenica, sia perché il nemico si ritirò spontaneamente. Gli inglesi, infatti, tolsero l'assedio. L'evento ebbe un effetto clamoroso: il contrasto tra la lunghezza dell'assedio e la velocità con la quale era stato levato era dovuto all'intervento di Giovanna, e i contemporanei vi videro un miracolo. La propaganda, francese o inglese che fosse, gridava al sovrannaturale, buono o malvagio.
Giovanna volle poi marciare su Reims, progetto difficilmente realizzabile, poiché la città era in pieno territorio borgognone. Carlo VII avrebbe potuto benissimo essere consacrato a Orléans (come Luigi VI, per esempio), ma l'impatto psicologico di una consacrazione a Reims, da sempre città sacra per la monarchia francese, sarebbe stato molto più forte in quanto interpretabile come manifestazione della volontà divina.

La battaglia di Patay, vittoria francese, aprì le porte della città, dove il delfino fu finalmente incoronato Re di Francia. Ciò rovinò i disegni del Bedford, reggente del giovane Enrico VI che si dovette accontentare di un'incoronazione a Notre-Dame a Parigi nel 1431.
A partire da quel momento, l'influenza di Giovanna nel conflitto cominciò a diminuire: non fu più sostenuta da Carlo VII che, una volta incoronato, intendeva percorrere vie diplomatiche per giungere a una definizione del conflitto in corso, in particolare, con la Borgogna. Nel frattempo, la cristianità era profondamente divisa dallo scisma che vedeva contrapposto il pontefice Eugenio IV e l'antipapa Felice V. Giovanna fu ferita davanti a Parigi nel 1429 e in seguito inviata nel Berry a neutralizzare le Grandi Compagnie che martoriavano il paese durante le tregue; fu, infine, catturata a Compiègne da Jean de Luxembourg. Carlo VII, apparentemente, l'abbandonò al suo destino.
Il processo fu affidato al vescovo di Beauvais, Pierre Cauchon, vicino ai borgognoni, ma l'esecuzione avvenne a Rouen per opera degli inglesi. Questa mossa permise di non coinvolgere né la Borgogna né il papa (sebbene l'Inquisizione avesse in precedenza richiesto di occuparsi del caso), motivo per il quale essa fu percepita dai contemporanei come il martirio di una santa (e, in effetti, Giovanna d'Arco fu canonizzata nel 1920).

## La Francia si riorganizza
Territori controllati da Enrico V
     Territori controllati dal duca di Borgogna (in verde il confine del Sacro Romano Impero)
     Territori controllati dal delfino Carlo
     Principali battaglie

Situazione nel 1429
Territori controllati da Enrico V
Territori controllati dal duca di Borgogna (in verde il confine del Sacro Romano Impero)
Territori controllati dal delfino Carlo
Principali battaglie
--- Attacchi inglesi nel 1415
--- Viaggio di Giovanna d'Arco verso Reims nel 1429

L'ultima fase del conflitto andò molto a rilento. Essa fu caratterizzata da un elemento di novità: la superiorità militare inglese, fondata su degli arcieri formidabili e su una fanteria disciplinata, scomparve progressivamente a vantaggio dei francesi che fecero emergere una nuova tecnologia in battaglia: l'artiglieria da campo, organizzata da Jean Bureau, che indeboliva il nemico mettendolo in condizione di essere travolto dalle cariche della cavalleria pesante.
Nel 1435 Carlo VII stipulò la pace di Arras con i borgognoni, ottenendo così un rapporto di forze vantaggioso. Poté in questo modo riorganizzare il Regno e preparare la riconquista.
Enrico VI, dal canto suo, si rivelò poco incline alla guerra e, nel 1444, la tregua di Tours fu conclusa tra i due contendenti. Carlo VII sfruttò l'occasione per rafforzare l'esercito e renderlo capace di battere gli inglesi e approfittò di una spedizione contro Metz l'anno successivo per testare l'efficacia delle proprie forze. Egli decise di organizzare le truppe in lance: unità di base in cui le capacità di ciascun soldato si completavano. Ogni lancia era costituita da un cavaliere accompagnato da due arcieri a cavallo, un lanciere (armato di picca e di una lunga daga), di un paggio e di un valletto (questi ultimi, di norma, non combattevano). Cento lance formavano una compagnia, mentre le quindici compagnie erano composte da 9 000 uomini. Quindi furono create tre nuove compagnie.
Questo esercito divenne di fatto permanente: era dislocato nelle guarnigioni nelle città del regno pronto a intervenire. Le città in questione, inoltre, avevano tutto l'onere del mantenimento e, per questo motivo, i presidi non pesavano sulle finanze regie.

Alla vecchia Grande Ordinanza (corpo formato da seimila soldati), fu affiancata anche la Piccola Ordinanza: in caso di mobilitazione, ogni parrocchia aveva il dovere di fornire al sovrano un arciere ben addestrato ed equipaggiato. Per compensare i carichi che pesavano su di lui, egli era esentato dalle tasse e, di conseguenza, chiamato franc-archer (letteralmente, arciere libero). La Francia disponeva di circa 8 000 franc-archers, un numero che metteva a serio rischio la superiorità inglese.
Al contrario, gli arcieri inglesi videro diminuire notevolmente il proprio numero verso la fine del conflitto. Spesso, catturati, venivano mutilati perché non potessero più combattere. Meno numerosi, gli arcieri erano anche meno efficaci: i cavalli cominciarono a essere meglio protetti perché fossero meno vulnerabili al tiro parabolico degli archi. La cavalleria, inoltre, puntò più spesso ad accerchiare l'avversario (come a Verneuil) invece di cercare di travolgerlo frontalmente (come aveva cercato di fare a Crécy e ad Azincourt).

## La fine del conflitto

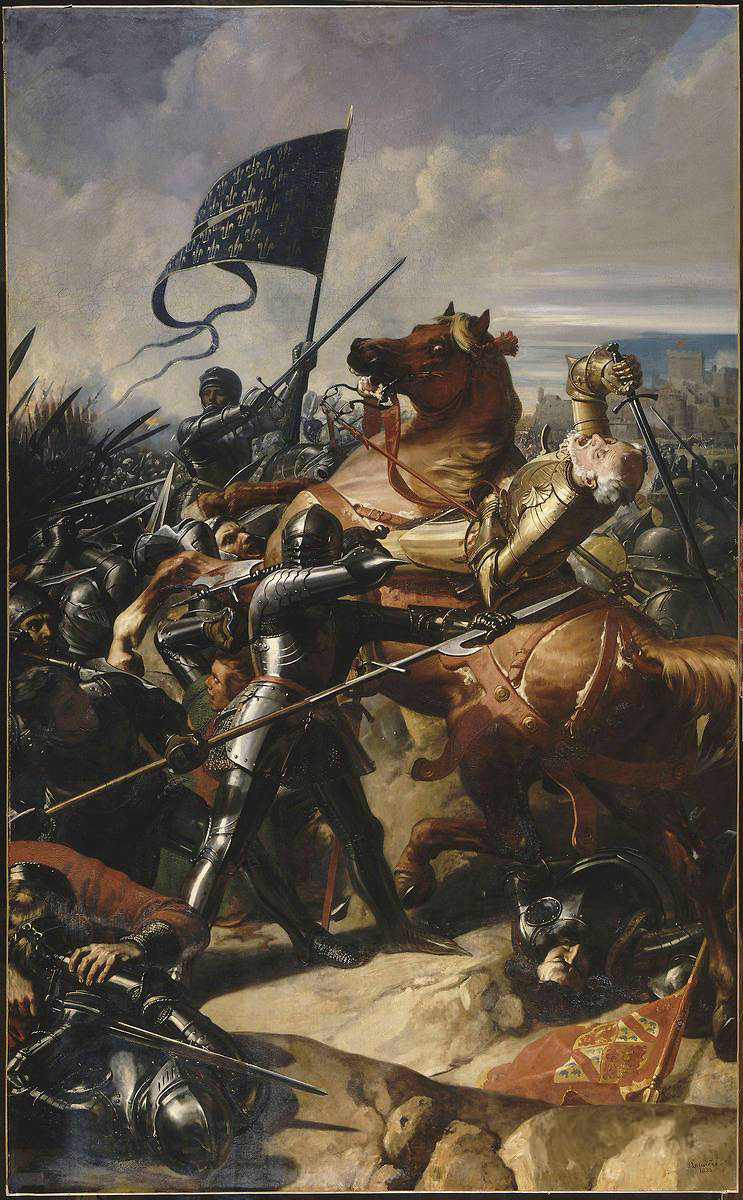
Battaglia di Castillon

Nel 1449 Carlo VII ruppe il patto di tregua attaccando la Normandia e la Guienna, ancora possedute dagli inglesi. La Normandia, che non aveva mai accettato di buon grado il dominio inglese, accolse le truppe francesi. Al sovrano, che pose il Bastardo d'Orléans a capo dell'esercito, bastò un anno per conquistarla tutta. La campagna si risolse quasi interamente in una guerra d'assedio (dove i francesi poterono contare su un'artiglieria nettamente superiore), con l'eccezione dello scontro campale di Formigny (15 aprile 1450), dove le armi da fuoco scompaginarono le truppe inglesi sbarcate per opporsi all'avanzata nemica e permisero alla cavalleria pesante di travolgerle. In Guienna le popolazioni, al contrario, si dimostrarono più ostili alle truppe francesi e si dovette attendere il 1453 e la battaglia di Castillon (riportata da Jean Bureau ancora grazie all'artiglieria) per poter vedere la caduta di Bordeaux e la vittoria definitiva dei francesi.
Gli inglesi non mantenevano che Calais, ma, in ogni caso, non fu stipulata nessuna pace. L'Inghilterra, tuttavia, presto precipitò nella guerra delle due rose e dovette rinunciare a portare avanti il conflitto con la Francia. Il trattato di pace fu siglato solo nel 1475 (trattato di Picquigny) dal francese Luigi XI e dall'inglese Edoardo IV.